# Larrasoaña
Larrasoaña es una  antigua villa y un concejo de la Comunidad Foral de Navarra en la actualidad, perteneciente al municipio de Esteríbar. Está situado en la Merindad de Sangüesa, en la Comarca de Auñamendi. Su población en 2024 es de 181 habitantes

## Historia
El origen de esta villa se atribuye al monasterio de San Agustín de Larrasoaña, fundado sobre el siglo X e incorporado al monasterio de Leyre en el siglo XI. Cerca del monasterio, en el llamado plano de Iriberri, se instalaron un grupo de pobladores francos, a los que Sancho VI el Sabio les otorgó el fuero de Pamplona (1174). Esta nueva villa de francos adoptó el nombre de Larrasoaña en el siglo XIII. 
Desde 1319 existe constancia escrita de su asistencia a las reuniones de las Cortes, dentro del brazo de las Universidades. En 1329 fue sede de una de ellas, en la que se perfiló el juramento que días después habían de prestar los reyes Felipe III y Juana II. 
En 1427 había perdido sus connotaciones de núcleo burgués y, aunque formalmente francos, sus habitantes se dedicaban preferentemente a la agricultura. Tras la peste negra su población tan sólo sumaba 18 fuegos (1366), cifra que creció a 31 (1427) y 47 (1553). La disminución del comercio y de las relaciones con Francia puede explicar sus períodos de declive y estancamiento hasta principios del siglo XVIII: 31 fuegos (1646), 34 (1678) y 27 (1726). Tras un notable aumento durante el siglo XVIII, hasta alcanzar los 205 habitantes en 1786, inició de nuevo un retroceso demográfico hasta mediados del siglo XIX: 193 habitantes (1824) y 147 (1857).
El 26 de marzo de 1823, Santos Ladrón de Cegama, en el contexto de la Guerra Realista (1821-1823) infligió una dura derrota aquí a una columna constitucionalista que se vio obligada a refugiarse en Pamplona y cuyo bloque inició poco más tarde.
Hasta 1928 fue municipio independiente. Ese año se integró en el actual de Esteríbar.

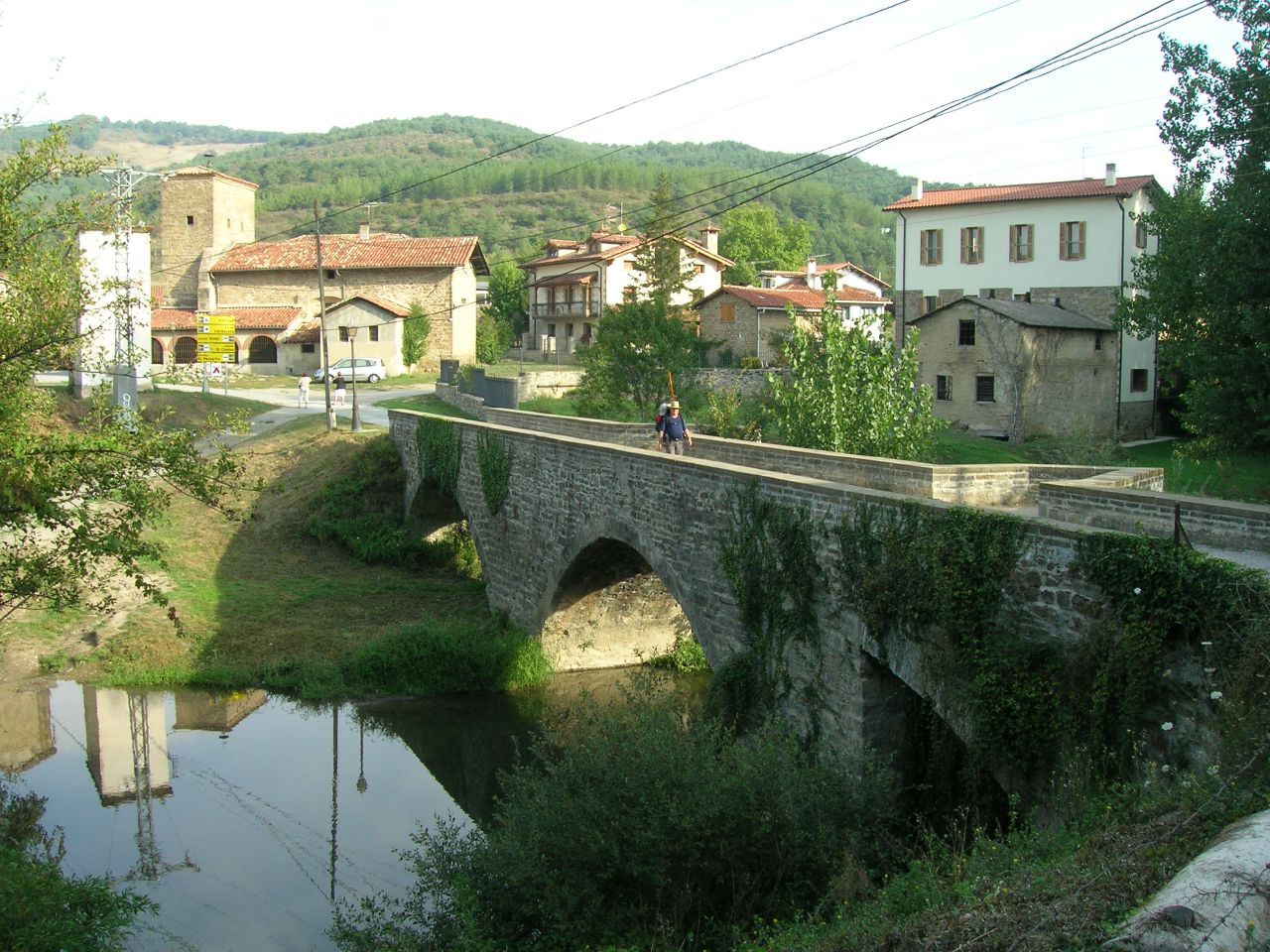
Puente de Larrasoña con la iglesia de San Nicolás al fondo

## Geografía humana

### Demografía
| Gráfica de evolución demográfica de Larrasoaña entre 1842 y 1920 |
| |
| Población de derecho según los censos de población del INE Población de hecho según los censos de población del INEEntre el censo de 1930 y el anterior, este municipio desaparece porque se integra en el municipio 31098 (Esteríbar) en el año 1928 |

## Arte y arquitectura
- Parroquia de San Nicolás de Bari en el centro de la población se alza de nave única con cabecera recta y torre a los pies, que aún conserva algunos elementos de la primitiva construcción gótica.
- Puente de Larrasoaña o también conocido como el Puente de los Bandidos es un puente medieval, del siglo XIV, sobre el río Arga.
- Ermita y Hospital de Santiago, antigua cillería dependiente de la colegiata de Roncesvalles, cuya planta rectangular está jalonada por cinco pares de contrafuertes. La disposición del caserío, característica de los pueblos-camino que atraviesa el Camino de Santiago, distribuye a ambos lados de la calzada casonas, algunas de las cuales denotan por sus vanos, origen medieval y otras muestran aleros y labra de sillares del siglo XVIII. Actualmente queda la casa, a la salida hacia Zubiri, donde se conserva aún el blasón en su fachada.[4]
- Ermita y Hospital de San Blas, en un documento del archivo del obispado de Pamplona, fechado en 1695, se indica que tenía casa y heredades así como su sostenimiento mediante las limosnas de cofrades y vecinos. Al cuidado del centro estaba una beata, una religiosa o un casero, encargados de dar cobijo a los peregrinos. En el año 1640 había en este hospital solamente tres camas y su actividad fue decreciendo, gracias a la mala administración de sus recursos a partir de 1604.[4][5]